# Secrets d'alcôve
Pour plus de détails, voir Fiche technique et Distribution.
Secrets d’alcôve est une comédie italo-française à sketches d'Henri Decoin, Gianni Franciolini, Ralph Habib et Jean Delannoy sortie en 1954.

## Synopsis
L'histoire réunit quatre passagers d'une automobile, bloqués en rase campagne par les intempéries. Partageant leur logis provisoire, ils racontent leurs déboires dont le point commun est un lit.

### «Le billet de logement»
Durant la guerre de 1940, Davidson, un officier parachutiste anglais se présente chez Jeanne Plisson (Jeanne Moreau) muni d'un bordereau de logement. Elle est enceinte et son époux au front. Durant la nuit, elle accouche et Davidson s'improvise accoucheur.

### «Le divorce»
Américain vivant à New York, Roberto (Vittorio De Sica) souhaite divorcer. Il fait appel aux services d'une « escort girl » aguerrie aux flagrants délits, la jolie Janet (Dawn Addams). Ils partagent une nuit à l'hôtel, respectant soigneusement l'intimité de l'autre. Le divorce prononcé, ils se marieront.

### «Riviera Express»
Avenant et souriant chauffeur routier, Ricky (Marcel Mouloudji) rencontre Martine (Françoise Arnoul), jolie conductrice en panne. Elle l'invite à le rejoindre dans sa chambre alors qu'il s'apprête à dormir dans son camion. Ricky savoure chaque instant, mais quelle n'est pas sa surprise quand il se réveille brusquement.

### «Le lit de la Pompadour»
Entre la fin du XIXe et le début du XXe siècle, le président du Conseil, Émile Bergeret (Bernard Blier) sait profiter de la belle époque. Il offre un somptueux lit à sa maîtresse, réputé porter bonheur à ses usagers. Mais la livraison est détournée et le lit arrive chez la jolie Agnès (Martine Carol).  Ce lit aurait connu un passé historique qui sera dévoilé bien plus tard.

## Fiche technique
- Titre original : Secrets d'alcôve
- Titre italien : Il letto
- Réalisation :

1. sketche : Henri Decoin, assisté de Fabien Collin et Michel Deville
2. sketche : Gianni Franciolini, assisté de Pietro Notarianni et Lewis Ciannelli
3. sketche : Ralph Habib, assisté de Claude Pinoteau
4. sketche : Jean Delannoy, assisté de Jacques Rouffio et Pierre Zimmer

- Scénario :

1. sketche : Maurice Aubergé[1], Henri Decoin,
2. sketche : Niccolò Theodoli, Sergio Amidei,
3. sketche : Jacques Fano, Paul Andréota, d'après Michel Kelber
4. sketche :  Antoine Blondin, Jean Delannoy, Roland Laudenbach, d'après Carlo Rim

- Photographie : Christian Matras, Enzo Serafin, Léonce-Henri Burel, Michel Kelber,
- Musique : Mario Nascimbene, Georges Van Parys
- Décors : Franco Lolli, René Moulaert, René Renoux
- Son : Joseph de Bretagne (segment Le Lit de la Pompadour), Robert Teisseire (segment  Le Billet de logement), Tony Leenhardt (segment Riviera-Express)
- Montage : James Cuenet, Denise Reiss
- Production : Jacques Bar, Raymond Froment, Lorens Marmstedt, Julien Rivière
- Sociétés de production : Cormoran Films, Industrie Cinematografiche Sociali (ICS), Terra Film Produktion
- Pays de production :  France -  Italie
- Genre : comédie à sketches
- Durée : 86 minutes
- Date de sortie : 
  - Suède : 19 mai 1954
  - France : 21 mai 1954
  - Italie : 9 décembre 1954
- Affiche : Jean Mascii (France)

## Distribution
- Jeanne Moreau : Jeanne Plisson
- Richard Todd : Capitaine Davidson
- Dawn Addams : Janet
- Vittorio De Sica : Roberto
- Françoise Arnoul : Martine
- Marcel Mouloudji : Ricky
- Martine Carol : Agnès de Rungis
- François Périer : Bertrand Germain-Latour
- Bernard Blier : Émile Bergeret
- Nicole Jonesco
- Lewis E. Ciannelli (de)
- Max Dalban
- Paul Demange
- Albert Duvaleix
- Max Elloy
- Paul Faivre
- Grégoire Gromoff
- Georges Lannes : le 2e président
- Julien Maffre
- Faye Marlowe (en)
- Christiane Méra : Edmée Serge
- Albert Michel : un déménageur
- Raphaël Patorni : Gaston Dulac
- Robert Seller : l'ami riche
- Roger Vincent